# Rödkindad papegoja
Rödkindad papegoja (Geoffroyus geoffroyi) är en fågel i familjen östpapegojor inom ordningen papegojfåglar.

## Utseende och läte
Rödkindad papegoja är en kompakt och kraftig medelstor grön papegoja. Hanen har skärt ansikte, violett hjässa, rödaktig övre näbbhalva och ljust öga. Honan har brunt huvud, ljust öga och sotfärgad näbb. Ungfågeln är grönaktig med mörkt öga och orangefärgad näbb som så småningom blir grå. I flykten kontrasterar ljusblå vingundersida med grön buk och hos hanen det skära ansiktet. Bland lätena hörs ljusa gnissliga ljud (likt australisk kungspapegoja och upprepade skarpa toner. 

## Utbredning och systematik
Rödkindad papegoja delas in i hela 16 underarter med följande utbredning:
- Geoffroyus geoffroyi cyanicollis – norra Moluckerna (Morotai, Halmahera och Bacan)
- Geoffroyus geoffroyi obiensis – centrala Moluckerna (Obi och Bisa)
- Geoffroyus geoffroyi rhodops – södra Moluckerna (Buru, Seram, Ambon och angränsande öar)
- Geoffroyus geoffroyi explorator – Seram Laut (södra Moluckerna)
- Geoffroyus geoffroyi keyensis – Kaiöarna
- Geoffroyus geoffroyi floresianus – västra Små Sundaöarna (Lombok, Sumbawa, Flores, Besar, Sumba)
- Geoffroyus geoffroyi geoffroyi – östra Små Sundaöarna (Timor, Samau och Wetar)
- Geoffroyus geoffroyi timorlaoensis – Tanimbaröarna
- Geoffroyus geoffroyi pucherani – Västpapua, i öster till Etna Bay
- Geoffroyus geoffroyi minor – norra Nya Guinea (Mamberamo River, Astrolabe Bay)
- Geoffroyus geoffroyi jobiensis – öarna Yapen och Meos Num utanför norra Nya Guinea
- Geoffroyus geoffroyi mysoriensis – öarna Biak och Numfoor utanför norra Nya Guinea
- Geoffroyus geoffroyi orientalis – nordöstra Nya Guinea (Huonhalvön)
- Geoffroyus geoffroyi sudestiensis – Louisiaderna (Misima och Tagula)
- Geoffroyus geoffroyi cyanicarpus – Rossel (Louisiaderna)
- Geoffroyus geoffroyi aruensis – Aruöarna, södra Nya Guinea, Louisiaderna och norra Queensland

Underarten orientalis och explorator inkluderas ofta i aruensis respektive rhodops. Samtidigt urskiljs ofta ytterligare en underart, maclennani, med utbredning på Kap Yorkhalvön i nordöstra Australien.

## Status och hot
Arten har ett stort utbredningsområde, men tros minska i antal, dock inte tillräckligt kraftigt för att den ska betraktas som hotad. Internationella naturvårdsunionen IUCN listar arten som livskraftig (LC).

## Namn
Fågelns vetenskapliga art- och släktesnamn hedrar den franske zoologen Étienne Geoffroy Saint-Hilaire (1772-1844).